# Ophrys pseudomammosa
Ophrys pseudomammosa là một loài thực vật có hoa trong họ Lan. Loài này được Renz mô tả khoa học đầu tiên năm 1928.